# Camperol del Fly
El camperol del Fly (Poodytes albolimbatus) és una espècie d'ocell de la família dels locustèl·lids (Locustellidae). És endèmic de l'illa de Nova Guinea. Habita les zones humides. Pateix la pèrdua d'hàbitat i el seu estat de conservació es considera vulnerable.